# Friera de Valverde
Friera de Valverde es un municipio de España, en la provincia de Zamora y la comunidad autónoma de Castilla y León.

## Geografía
Pertenece a la comarca de Benavente y Los Valles, encontrándose situado en el Valle de Valverde, del que adquiere parte de su nombre. Se encuentra enclavado en un espacio natural privilegiado, muy próximo a la Sierra de las Cavernas.

## Historia
En la Edad Media, la victoria en el año 878 de los ejércitos de Alfonso III en la batalla de la Polvorosa, en las cercanías de la localidad, fue decisiva para la posterior integración y repoblación de la localidad de Friera, que quedó integrada en el Reino de León.
Posteriormente, en la Edad Moderna, Friera fue una de las localidades que se integraron en la provincia de las Tierras del Conde de Benavente y dentro de esta en la Merindad de Valverde y la receptoría de Benavente. No obstante, al reestructurarse las provincias y crearse las actuales en 1833, la localidad pasó a formar parte de la provincia de Zamora, dentro de la Región Leonesa, quedando integrada en 1834 en el partido judicial de Alcañices, pasando posteriormente al Partido Judicial de Benavente.

## Geografía humana

### Demografía
Cuenta con una población de 127 habitantes (INE 2024).
| Gráfica de evolución demográfica de Friera de Valverde entre 1842 y 2021                                              |
| |
| Población de derecho según los censos de población del INE. Población de hecho según los censos de población del INE. |

## Patrimonio

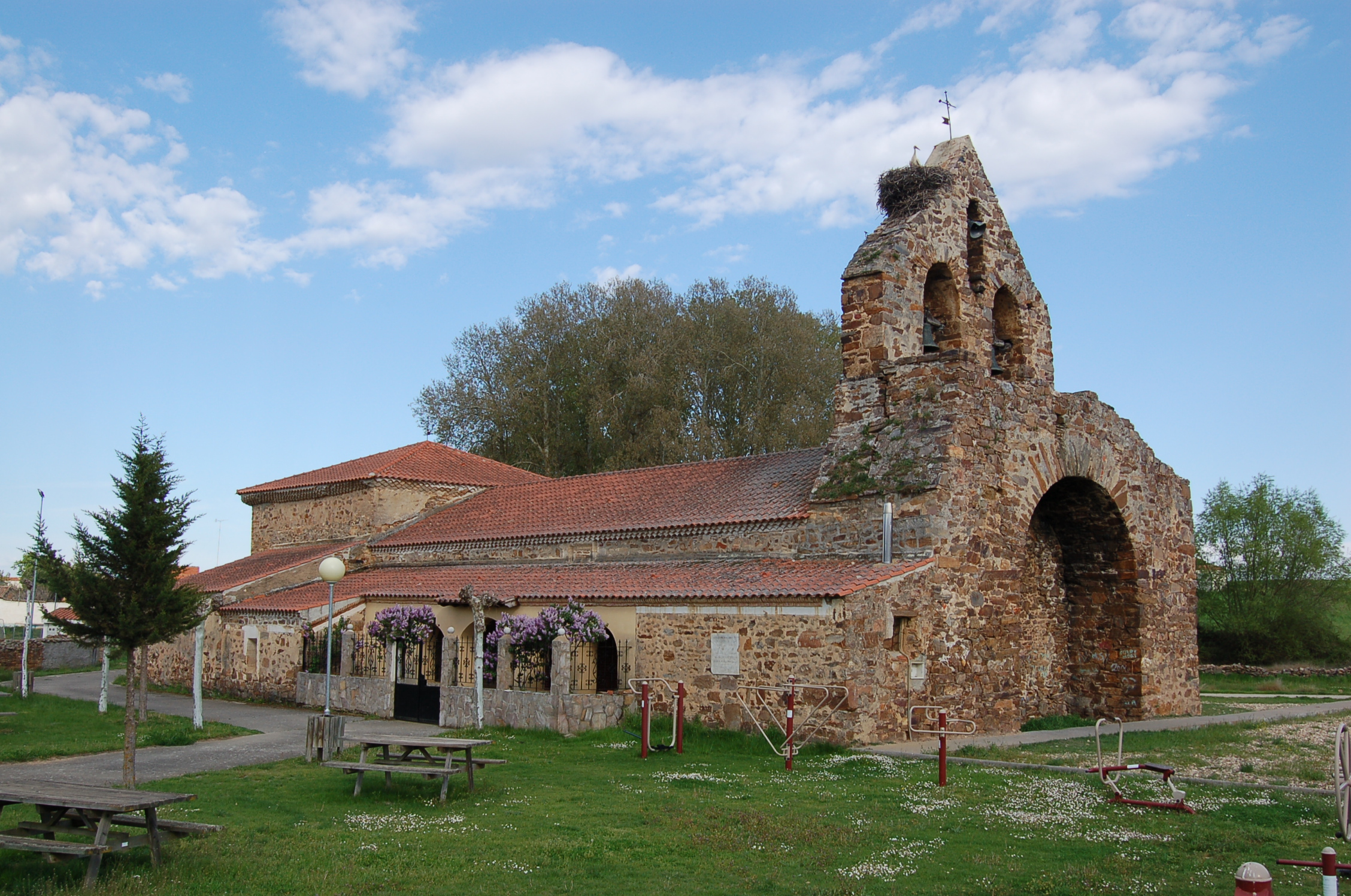
Iglesia.

San Juan Evangelista es el patrón de esta localidad, bajo cuya advocación se encuentra su iglesia parroquial. De esta destaca su espadaña en piedra y su localización en una pequeña pradera.

## Fiestas
Friera celebra sus fiestas patronales el 27 de diciembre, en honor a su patrón San Juan Evangelista.